# Illiers-l'Évêque
 Illiers-l'Évêque  là một xã thuộc tỉnh Eure trong vùng Normandie miền bắc nước Pháp.